# Drusus-Stadion
Das Drusus-Stadion (italienisch Stadio Druso) ist ein Fußballstadion im Stadtviertel Gries-Quirein der italienischen Stadt Bozen, Südtirol. Der Eigentümer der Anlage ist die Stadtgemeinde Bozen. Das Spielfeld ist 105 m × 63 m groß. Das Stadion bietet 5.500 überdachte Sitzplätze auf zwei Tribünen. Auf der Tribüne „Zanvettor“ befinden sich der V.I.P.-Sektor und ein eigener Bereich für Presse und Fernsehen. Auf der Tribüne „Canazza“ befindet sich unter anderem auch der Gästebereich für 600 Zuschauer.

## Geschichte
Die Spielstätte wurde Ende 1930 eröffnet und ist nach einem Projekt des Ingenieurs Angelo Rossi entstanden. Gemeinsam mit der nahegelegenen und 1932 eröffneten Badeanstalt des „Lido“ (nach Entwurf von Ettore Sottsass sr. und Willy Weyhenmeyer) gehört das Stadion zum Kernbereich der vom faschistischen Regime geplanten Freizeiteinrichtungen entlang des Eisacks. 
Dem damaligen Zeitgeist entsprechend wurde das Stadion nach dem römischen Politiker und Heerführer Nero Claudius Drusus benannt.
Heute beherbergt die Sportstätte den AC Bozen (heute: FC Bozen 1996) und wird seit 2000 auch vom FC Südtirol für seine Heimspiele genutzt; dank des Klassenaufstiegs letzterer Mannschaft in die Serie C2 (seit 2008 Lega Pro Seconda Divisione) wurde das Stadion renoviert. 2002 wurden das Flutlicht und die Beschallungsanlage erneuert.
Um im Falle eines Aufstiegs den Anforderungen der Serie B gerecht zu werden, erstellte die Arbeitsgemeinschaft Gerkan, Marg und Partner und Dejaco + Partner Pläne für eine Umwandlung in ein reines Fußballstadion. Diese beinhalteten, dass die beiden bestehenden Ränge näher an das Spielfeld rücken und verlängert werden und eine Erhöhung des Platzangebots von 3.100 auf rund 5.500 Plätze, und zwar unter Integration der denkmalgeschützten Fassade der Haupttribüne. In einem zweiten Bauabschnitt könnten hinter den Toren zudem zwei weitere Tribünen errichtet werden, wodurch das Stadion dann 10.000 Plätze böte.
Am 15. April 2019 wurde der Grundstein für den Stadionumbau gelegt. Der Kostenrahmen für die Erweiterung auf rund 5.500 Plätze lag bei rund 17,7 Mio. Euro. 2022 wurde der Umbau abgeschlossen.

## Bildergalerie

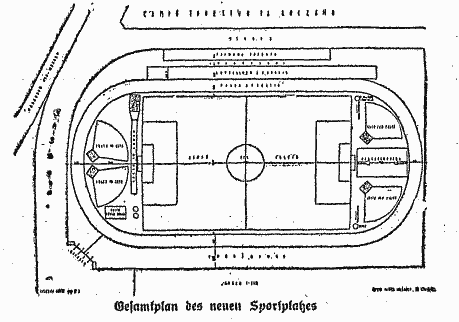
Plan des neuen Drusus-Stadions in der Alpenzeitung vom 10. Oktober 1929
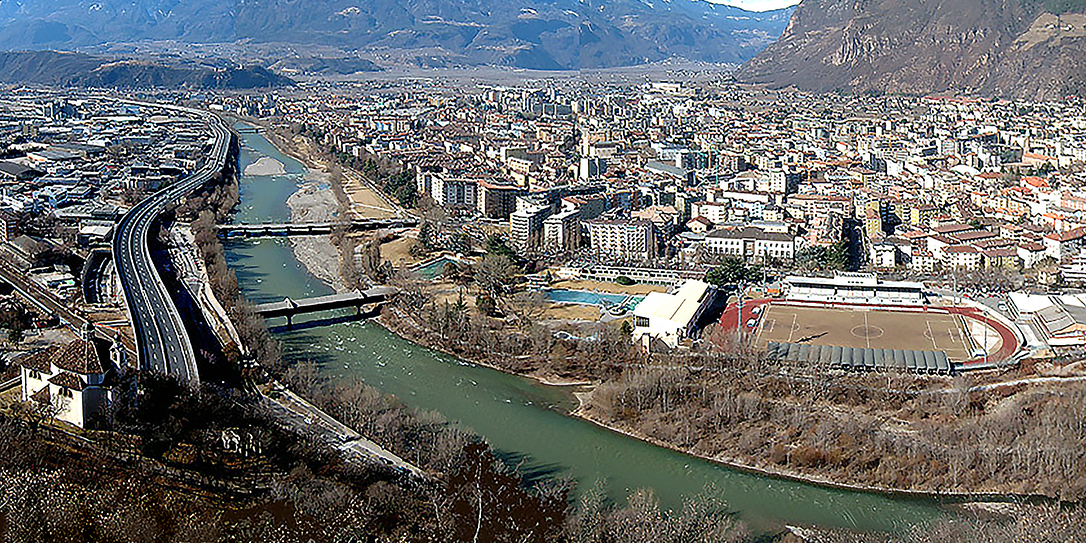
Panorama von Bozen mit Drusus-Stadion (2009)
Fassade des Stadions (2022)